# Komisja rewizyjna
Komisja rewizyjna – organ kontrolny, który może działać w spółkach z ograniczoną odpowiedzialnością, spółdzielniach lub w stowarzyszeniach, a także organ wewnętrzny organu stanowiącego jednostki samorządu terytorialnego. 
Działa samodzielnie albo obok rady nadzorczej. Do jej kompetencji należy wykonywanie nadzoru, zwłaszcza po zakończeniu roku obrachunkowego, w zakresie badania bilansu, podziału zysku, pokrycia strat itp. 
Jeżeli umowa spółki (bądź statut albo nadrzędne przepisy prawa) nie przewiduje powołania rady nadzorczej, komisja rewizyjna może sprawować stały nadzór nad działalnością spółki.